# System przypór wiszących

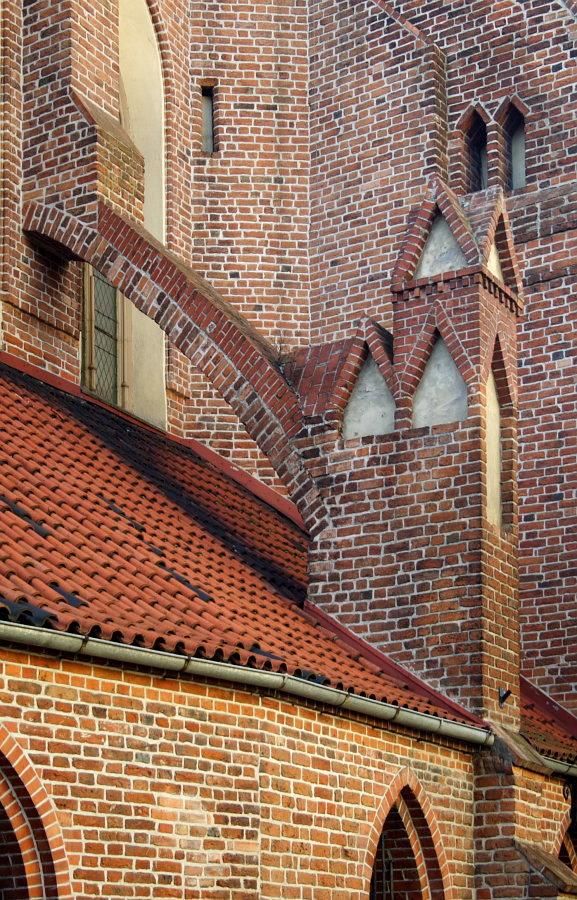
Wisząca przypora nad zakrystią bazyliki w Grudziądzu

System przypór wiszących – rozwiązanie konstrukcji przyporowej podpierającej sklepienia nawy głównej spotykane w kościołach bazylikowych budowanych w okresie gotyku na terenie Polski północnej. 
Siły skośne z wezgłowia sklepień nawy głównej przekazywane są na masywne przypory umieszczone przy ścianach nawy głównej. Przypory te opierają się na łękach przyporowych umieszczonych pod dachami naw bocznych (nie schodzą do wnętrza budowli i nie opierają się na fundamentach). Przypory wiszące przekazują obciążenia za pośrednictwem łęków oporowych na silne skarpy umieszczone przy zewnętrznych ścianach naw bocznych.